# Institut de physique et chimie des matériaux de Strasbourg
L'institut de physique et chimie des matériaux de Strasbourg (IPCMS) est une unité mixte de recherche (UMR) affiliée au Centre national de la recherche scientifique (CNRS) et à l'Université de Strasbourg (Unistra), fondée en 1987. Il se situe à Strasbourg dans le quartier de Cronenbourg.

## Histoire
Dès 1983, un regroupement des laboratoires actifs en physique du solide à Strasbourg est signé pour résoudre le problème récurrent des laboratoires de physique des solides : l’accès à des échantillons de qualité. C’est ainsi que l’IPCMS est créé en 1987 sous la forme d’un laboratoire commun CNRS – ULP – EHICS ; il regroupe trois laboratoires de physique et deux groupes de chimistes, avec à sa tête François Gautier directeur et Jean-Claude Bernier directeur adjoint. En 1994, ces cinq entités de recherche se regroupent dans le bâtiment actuel situé sur le campus de Cronenbourg.

## Description
L’IPCMS a été conçu comme une structure de recherche fondamentale rapprochant des chimistes et des physiciens pour favoriser la création de nouveaux matériaux (métaux, polymères, céramiques, nanoparticules…) pour l’étude de leurs propriétés électroniques (magnétique, optique, diélectrique…). L’IPCMS est très attaché a entretenir des liens forts avec les laboratoires industriels effectuant des recherches dans ses domaines de compétence.  
L’IPCMS accueille, en 2018, 230 personnes, dont environ 80 chercheurs et enseignants-chercheurs, 60 Ingénieurs, techniciens et administratifs et 90 étudiants et chercheurs de passage qui occupent une surface de 11 000 m2. 

### Orientations scientifiques
L’activité des chercheurs s’exerce dans cinq départements distincts apportant leur spécialité. 
- Département de Chimie des Matériaux Inorganiques (DCMI) : chargé de la préparation et de la caractérisation de matériaux inorganiques ou de combinaisons organique/inorganique conçus pour leurs propriétés magnétiques, optiques ou pour leurs potentielles applications biomédicales.

- Département des Matériaux Organiques (DMO) : conçoit, synthétise et caractérise des (macro)molécules et des matériaux hybrides pouvant être utilisés en théragnostique, électronique, énergétique, catalyse .

- Département de Magnétisme des Objets NanoStructurés (DMONS) : centré sur la spintronique et sur l’étude des propriétés magnétiques de matériaux de faible dimensionnalité. Ce laboratoire est l’héritier de l’institut de physique créé par Pierre Weiss dans les années 1920 pour étudier le magnétisme[6][source insuffisante].

- Département d’Optique ultrarapide et de Nanophotonique (DON) :  s’intéresse aux propriétés électroniques et magnétiques ultrarapides de la matière par l’usage de dispositifs lasers délivrant des impulsions lumineuses d’une durée de quelques dizaines de femtosecondes.

- Département Surfaces et Interfaces (DSI) : s’intéresse aux propriétés électroniques et magnétiques ultrarapides de la matière par l’usage de dispositifs lasers délivrant des impulsions lumineuses d’une durée de quelques dizaines de femtosecondes.

## Distinctions
- En 2008 Jean-Yves Bigot reçoit la médaille d’argent du CNRS[7], en 2009 il est lauréat d’un Advanced Grant ATOMAG, du Conseil européen de la recherche (ERC)[8], et en février 2016, il reçoit le prix Jean-Ricard de la Société française de physique (SFP)[9].
- En 2013 Guillaume Schull est lauréat de l’ERC Consolidated APOGEE[10].
- Juillet 2019, Ovidiu Ersen est lauréat du grand prix Raimond-Castaing de la Société française des microscopies[11].

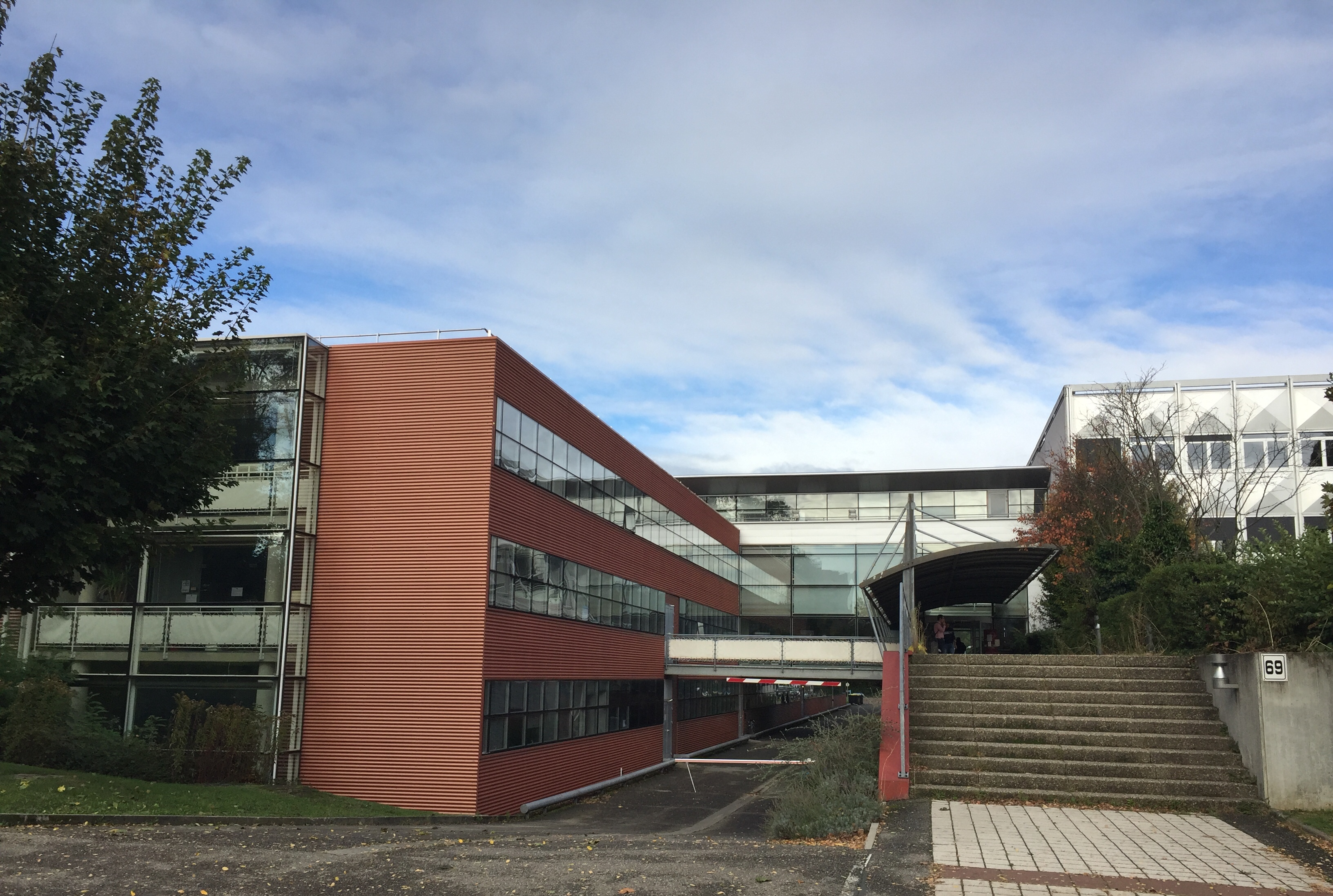
Entrée principale de l'IPCMS